# Security market line
La security market line, derivata dal CAPM, rappresenta la relazione di equilibrio di mercato tra rendimento e rischio, attraverso una retta contenuta in un grafico che ha sull'asse delle ascisse il "Beta" del titolo e sull'asse delle ordinate il rendimento atteso del titolo.
La sua intercetta è pari al tasso privo di rischio ("risk-free"), mentre la sua pendenza è data dal MPR ("premio per il rischio di mercato").
La sua funzione è rilevante soprattutto dal punto di vista pratico. Può essere utilizzata infatti per determinare il tasso di rendimento giusto per aziende e progetti dato un valore di "Beta", e inoltre serve a individuare le attività finanziarie il cui valore non è allineato con le attese di rendimento corrette per il loro rischio sistematico ("Beta").